# フィールド・スパニエル

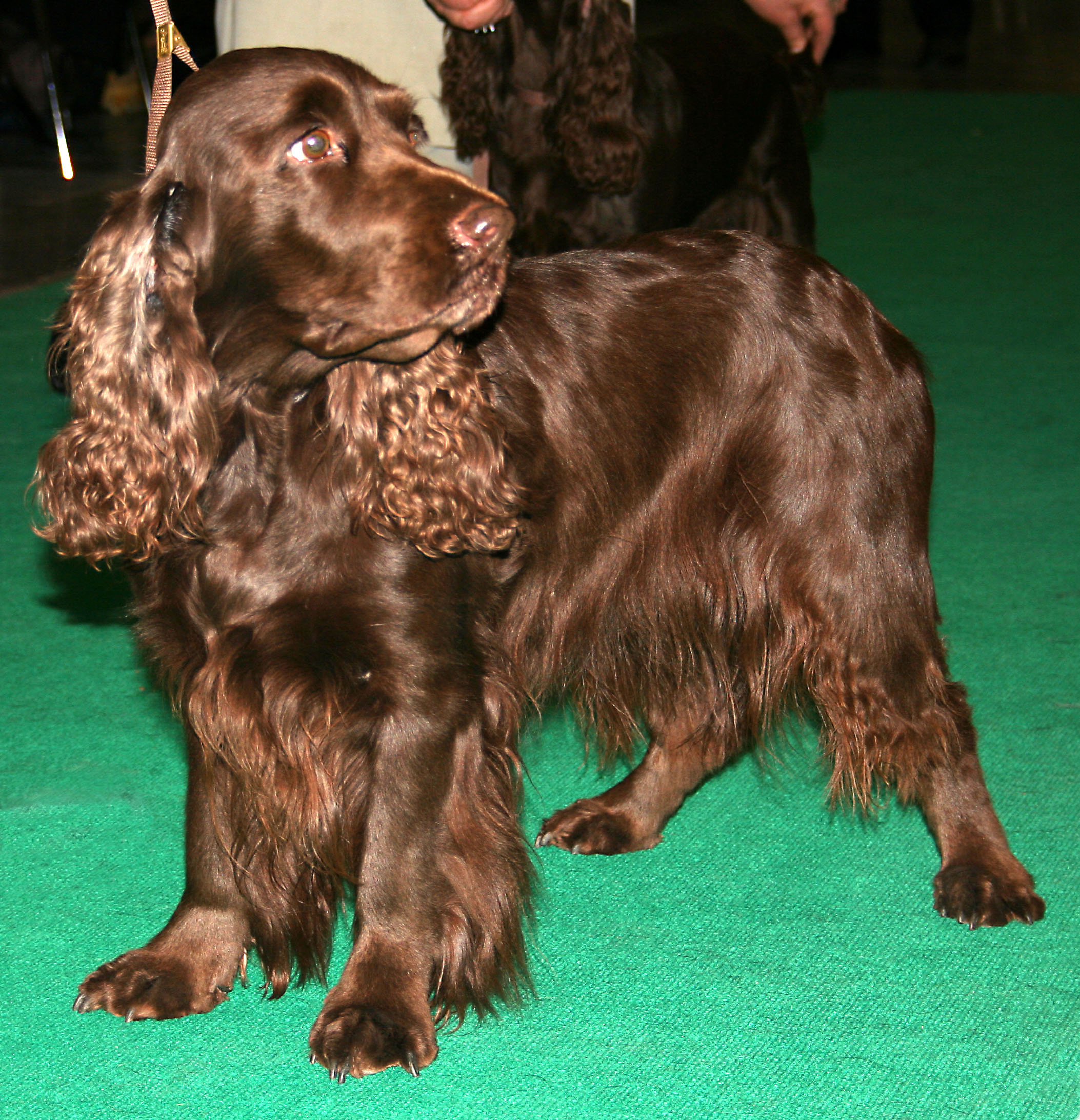

フィールド・スパニエル（英：Field Spaniel）は、イギリスのイングランド原産のスパニエル犬種である。本種の容姿は他犬種に比べて実猟タイプのものとショータイプのものとでは大きな違いがある。

## 歴史
本種が誕生した初期の頃、本種とコッカー・スパニエルはもともとサイズ以外の違いがほとんどなく、同一の犬種として取り扱われていた。しかし、時が経つにつれて次第にスパニエル種の犬種の区別・分類が行われて本種とコッカー・スパニエルは別の犬種として扱われるようになった。これによりそれぞれの犬種の違いが顕著になり、両方が独立した犬種として発展していった。ちなみに、こののちコッカー・スパニエルは実猟重視型のイングリッシュ・コッカー・スパニエルと、アメリカ合衆国に輸出されて改良され、ドッグショー重視型に変化したアメリカン・コッカー・スパニエルに分化した。
フィールド・スパニエルが担っていた役割は「フラッシング」という仕事である。日本ではあまり聞きなれない使役であるが、これやセッターなどの数種類の鳥猟用使役形態をひっくるめて「鳥猟犬」と言う事がある。フラッシングは本種の他にイングリッシュ・コッカー・スパニエルやサセック・スパニエルなどが担っている。主人と共に鳥を捜索し、発見すると鳥の気を引いたり飛び立たせたりして、それを主人に銃で撃ち落してもらい、落ちてきた鳥を回収（レトリーブ）するというのがフラッシングの仕事の内容である。種類によっては最後の回収を行わない場合もあるが、本種はきちんと回収を行うことが出来る。何百年もの間、本種はこの仕事を忠実にこなし、仕事熱心であったため作業犬として重宝されていて大切に飼育されていた。
19世紀になると本種はショードッグとしても使われるようになり、ショー用に改造され容姿が変化したタイプ（ショータイプ）の犬が誕生した。だが全ての犬がショー用に作り変えられたのではなく、半数の犬は愛好家の要望により もとからの容姿や能力を保った実猟タイプの犬として生き残ることが出来た。しかし、一部のショータイプのものは次第に改造がエスカレートしていき、奇形の個体を使った戻し交配も行われてかなり犬質が悪化してしまった時期もあった。そのため本種全体の評判に悪影響が出始め、ショータイプのものだけでなく、このような改造が全く行われていない実猟タイプのものも人気が衰えてしまい、希少化してしまった。19世紀後半になると、真剣なブリーダーと愛好家の手によってショータイプの犬の犬質改善が行われた。ショータイプの犬に実猟タイプの犬やアメリカン・コッカー・スパニエルなどの血を導入して改良が行われ、健康を取り戻す事が出来た。
一時は頭数が回復し、人気も戻ってきたものの2度の世界大戦の戦禍によって頭数は再び減少し、一時は両タイプを合わせても直系の子孫が4頭だけになってしまうなど多大な被害を受けた。戦後は何とか他犬種の血を借りて生き残り、頭数がいくらか回復してからそれらの血を取り除くことにより純粋な本種が復活した。FCIにも公認犬種として登録されている犬種で、現在はほとんどがペット及びショードッグとして飼育されている。実猟タイプの犬も猟犬としてだけでなくペットとして飼われることが年々増えている。近年起こっている原種ブームによりショータイプの犬の人気が若干薄れているが、両タイプ共に愛好家を多く得ているため大切に保護されている。ただし、現在も非常に希少で珍しい犬種の一つである事に変わりは無い。
既出の通り本種は世界的にかなり希少な犬種であるが、実は過去に日本にも輸入されたことがあった。近年は国内登録が行われていないが、2003年に登録が行われた。

## 特徴
容姿は実猟タイプとショータイプのものとでは異なっている。実猟タイプのものはマズルが長く先が尖っていて、耳と胴が短く脚が長い。ショータイプのものはマズルが短く先が丸くなっていて、耳と胴がやや長く脚が短めである。
耳は垂れ耳で、流れるような飾り毛がある。尾は垂れ尾だが、短めに断尾することがある。コートは柔らかく、少しウエーブがかったロングコートである。毛色はゴールデン・レバー又はブラックで、胸にホワイトのパッチがあるものもいる。体高44～48cm、体重16～23kgの中型犬で、性格は優しく忍耐強く、攻撃的な面が無い。見知らぬ人に対しても攻撃的な態度はとらず、距離を置いて控えめに接する。他の犬や猫、子供などとも遊ぶ事が大好きで、とても友好的である。ただし、しつけの飲み込みは少し遅く、根気強いトレーニングが必要である。このことを除けば飼育がしやすい犬種で、集合住宅でも飼育が可能である。